# Adam Thomson
Adam Skene Thomson (7 de diciembre de 2000) es un deportista canadiense que compite en lucha libre. En los Juegos Panamericanos de 2023 obtuvo una medalla de bronce en la categoría de 74 kg.

## Palmarés internacional
| Juegos Panamericanos | Juegos Panamericanos | Juegos Panamericanos | Juegos Panamericanos |
| Año                  | Lugar                | Medalla              | Categoría            |
| -------------------- | -------------------- | -------------------- | -------------------- |
| 2023                 | Santiago (Chile)     | Medalla de bronce    | 74 kg                |